# Gostyniec (województwo zachodniopomorskie)
Gostyniec – wieś sołecka w Polsce położona w północno-zachodniej części województwa zachodniopomorskiego, w powiecie kamieńskim, w gminie Świerzno.
W latach 1975–1998 miejscowość administracyjnie należała do województwa szczecińskiego.
Wieś otaczają ze strony wschodniej, zachodniej i południowej tereny lesiste - Las Świerzniański i Puszcza Niczonowska. Teren jest stosunkowo równinny, płasko urzeźbiony zaznaczony niewielkimi wzniesieniami. 
Część ludności wiejskiej trudni się rolnictwem i ogrodnictwem, jednak coraz więcej przybywa gospodarstw mających charakter agroturystyczny. Dominują tu gleby brunatne kwaśne i wyługowane wytworzone z piasków gliniastych mocnych i glin lekkich.
We wsi znajduje się świetlica wiejska i sklep. Przez Gostyniec przechodzi Szlak Cystersów i szlak rowerowy Kamień Pomorski - Pobierowo.

## Historia[1]
Początki wsi Gostyniec sięgają średniowiecza. Pierwsze zapiski z 1321 r. wskazują, iż było to lenno Brockhutenów. W 1628 r. obszar uprawny wynosił 3 i 3/8 łana. Na początku XVIII wieku było tu 5 dużych, 3 średnie i 5 zagrodniczych gospodarstw. W 1870 r. w Gostyńcu było 48 właścicieli gruntów, a w 1939 r. - 19 gospodarstw i 344 mieszkańców. Po 1945 r. we wsi gospodarowali rolnicy indywidualni.